# Spanische Fußballnationalmannschaft (U-20-Männer)
Die spanische U-20-Fußballnationalmannschaft ist eine Auswahlmannschaft spanischer Fußballspieler. Sie unterliegt dem spanischen Fußballverband Real Federación Española de Fútbol und repräsentiert ihn international auf U-20-Ebene, etwa in Freundschaftsspielen gegen die Auswahlmannschaften anderer nationaler Verbände oder bei der U-20-Fußball-Weltmeisterschaft.
Die größten Erfolge der Mannschaft waren der Weltmeistertitel 1999 in Nigeria sowie die Vizeweltmeistertitel 1985 und 2003.

## Teilnahme an U20-Fußballweltmeisterschaften
| 1977 | Vorrunde           |
| 1979 | Viertelfinale      |
| 1981 | Vorrunde           |
| 1983 | nicht qualifiziert |
| 1985 | 2. Platz           |
| 1987 | nicht qualifiziert |
| 1989 | Vorrunde           |
| 1991 | Viertelfinale      |
| 1993 | nicht qualifiziert |
| 1995 | 4. Platz           |
| 1997 | Viertelfinale      |
| 1999 | Weltmeister        |
| 2001 | nicht qualifiziert |
| 2003 | 2. Platz           |
| 2005 | Viertelfinale      |
| 2007 | Viertelfinale      |
| 2009 | Achtelfinale       |
| 2011 | Viertelfinale      |
| 2013 | Viertelfinale      |
| 2015 | nicht qualifiziert |
| 2017 | nicht qualifiziert |
| 2019 | nicht qualifiziert |